# انقلاب 1965 في الجزائر
أدى انقلاب الجزائر عام 1965 أو التصحيح الثوري إلى وصول العقيد هواري بومدين إلى السلطة كرئيس لمجلس الثورة في الجزائر. شهد الانقلاب غير الدموي اعتقال أول رئيس للجزائر، أحمد بن بلة، وأقرب مؤيديه من قبل بومدين وحلفائه، ولا سيما في الجيش الشعبي الوطني الجزائري (القوة البرية للقوات المسلحة الشعبية الوطنية الجزائرية). وقع القبض على بن بلة في 19 يونيو 1965، أي قبل أقل من أسبوع من انعقاد مؤتمر حركة عدم الانحياز الثاني في الجزائر.

## الخلفية

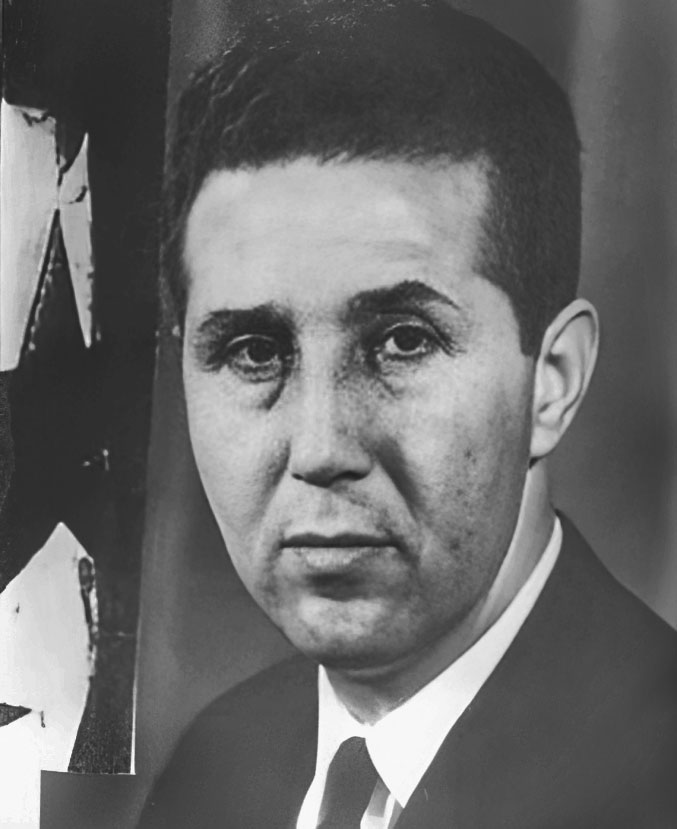
أحمد بن بلة أول رئيس للجمهورية الجزائرية.

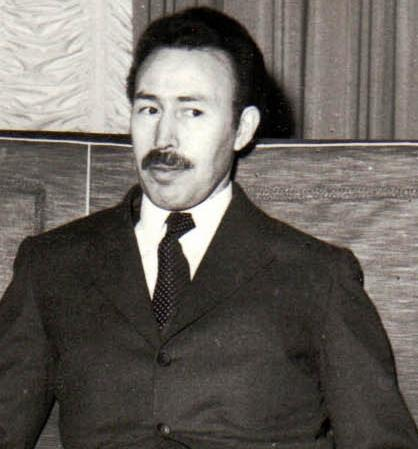
هواري بومدين، وزير الدفاع الجزائري في ذلك الوقت.

بعد حرب الاستقلال الجزائرية (1954-1962)، وبمساعدة رئيس الأركان آنذاك هواري بومدين وجيش التحرير الوطني الجزائري، تم انتخاب أحمد بن بلة كرئيس للوزراء في سبتمبر 1962، مطيحًا برئيس الوزراء السابق بن يوسف بن خدة. وبسبب دعمه لبن بلة، فقد عُين بومدين وزيرًا للدفاع من قبل بن بلة وبقي في هذا المنصب حتى عام 1976.
من 1962 إلى 1965، كان بن بلة يحكم بطريقة غير منتظمة في كثير من الأحيان وجعل المزيد من المؤسسات الحكومية مركزية عن طريق تعيين نفسه الأمين العام للحزب، ووزيرًا للداخلية، ورئيسًا للهيئات الأخرى. شغلت المخاوف من السلوك الديماغوجي لبن بلة الحكومة الجزائرية مع وصول العديد من الكوادر الحكومية إلى بومدين للتعبير عن قلقهم وشكاواهم من الرئيس.
عقب مؤتمر باندونغ في عام 1955، عُقد مؤتمرٌ ثانٍ في العام 1961 ببلغراد أسس حركة عدم الانحياز. وفي عام 1965، كان من المقرر أن تستضيف الجزائر مؤتمرًا آخرًا في الجزائر العاصمة يوم 25 يونيو مع افتتاح الرئيس بن بلة أعماله وكونه الناطق باسم القمة. كان الكثيرون في الجزائر، وخاصة أولئك الذين ينتمون إلى دائرة مؤيدي بومدين، قلقين بشأن بن بلة والمؤتمر. وبجانب سلوكه الخاطئ والديماغوجي، فقد أدت المخاوف من أن يستغل بن بلة المؤتمر لترسيخ سيطرته الإضافية على المؤسسات في الجزائر إلى المناقشات الأولى حول عزله من الرئاسة.
قد يكون الدافع الإضافي للانقلاب هو خطة بن بلة لإعادة تنظيم القوات المسلحة وإعادة تشكيل القيادة العسكرية. منذ الاستقلال، كان جيش التحرير الوطني هو جيش الجزائر ولكن الميليشيات الجهوية كانت موجودة أيضًا. صاغ بن بلة خططًا لتوسيع ميليشيات الشعب مع تقليل دور الجيش في وقت واحد. أجبر بن بلة أيضًا اثنين من حلفاء بومدين هما: وزير الداخلية أحمد مدغري، ووزير الشؤون الخارجية عبد العزيز بوتفليقة (الذي أصبح فيما بعد رئيسًا للجزائر في عام 1999) على الاستقالة. كثف التعديل الوزاري الصراع المتزايد على السلطة بين بومدين وبن بلة، حيث لعب دورًا رئيسيًا في انقلاب 19 يونيو.
قضى بومدين الوقت في السفر في أوائل عام 1965، حيث قام برحلات إلى بغداد والقاهرة وموسكو. في القاهرة، مثَّل الجزائر في قمة الدول العربية والتقى بالقيادة السوفيتية في موسكو. ومع هذه الرحلات، إلا أنه في أواخر مايو بدأ محادثات جادة مع شخصيات حكومية بارزة، معظمها في الجيش، بشأن إقالة بن بلة. المتآمرون الرئيسيون الثلاثة الأساسيون المتحالفون مع بومدين هم عبد القادر شابو، وجمال، وحسين، ولكن بحلول أوائل يونيو، كانت دائرة المتآمرين قد نمت لتشمل رئيس أركان الجيش الوطني الجزائري، طاهر زبيري، قائد المنطقة العسكرية الأولى، وغيره من المسؤولين الجهويين في جميع أنحاء الجزائر. بحلول منتصف شهر يونيو، كان هناك شعور بالطوارئ داخل الجيش مع استعداد عدد من قادته لتنفيذ خطة لن يكون لديهم أي معرفة حقيقية بها. تم تصميم خطة الانقلاب بعناية، وكان هدف بومدين هو «الانقلاب الأكثر أناقة» في الذاكرة الحديثة.

## الانقلاب
في مساء يوم 18 يونيو 1965، وضع قادة الانقلاب خطة لإزالة بن بلة من الحركة. في تلك الليلة، بقي بومدين في مكتبه حيث أشرف على تنفيذ الانقلاب الذي عُهد به على نطاق واسع إلى القائد شابو، أحد أوائل المتآمرين. كانت إقامة بن بلة في «فيلا جولي» في الجزائر كرئيس. عادةً، يحمي حراس الشركات الأمنية المجمع ويتم تغيير الحراس في الساعة 8:00 مساءً كل ليلة. ومع ذلك، في 18 يونيو، أكد أحمد داريا، مدير الأمن، أن الحراس الجدد لنوبة الليل كانوا من الجنود الموالين للجيش.
في الساعة الواحدة صباحًا، أمر بومدين بنشر الدبابات في جميع أنحاء العاصمة في مواقع إستراتيجية مثل البريد المركزي [الإنجليزية]، وراديو وتلفزيون الجزائر، نصب الامير عبد القادر [[::Place de l'Émir-Abdelkader|[العربية]]] (مقر الحزب في ذلك الوقت). في ذلك الوقت كان يجري تصوير فيلم معركة الجزائر وهناك مزاعم بأن المتفرجين اعتقدوا أن الحركة العسكرية كانت مرتبطة بتصوير الفيلم. في حوالي الساعة الواحدة والنصف صباحًا، اقترب طاهر زبيري وسعيد عابد والعقيد عباس من فيلا جولي وتم السماح لهم بدخول الحراس البديلين عند المدخل. طرق طاهر زبيري باب بن بلة وأوضح له أنه لم يعد الرئيس. سمح الضباط العسكريون الثلاثة لبن بلة بالملابس ثم نقلوه إلى مكان لم يكشف عنه حيث وضع تحت الإقامة الجبرية. ظل بن بلة رهن الإقامة الجبرية حتى عام 1980 ولم يعد علنًا إلى الجزائر حتى عام 1990.

## بعد الانقلاب
في البداية، تم استنكار الانقلاب وَوَصْفه بانقلاب نفذه بومدين لتنصيب حكومة يمينية في بلد صديق للكتلة الشرقية سابقًا. لقد زعم الدبلوماسي الجزائري السابق رابح مشهود، أن السفارة الأمريكية في الجزائر قادت الانقلاب ووزعت منشورات تم تسليمها عبر مرسيليا، مع أن ادعاءاته لم يتم إثباتها. في 19 و20 يونيو، قامت الحكومة الجديدة بتفريق احتجاجات الانقلاب لكن باستخدام الشرطة المحلية، وليس العناصر العسكرية، التي كانت تستخدم للحفاظ على النظام في معظم الحالات. في 5 يوليو أعلن بومدين عن إنشاء مجلس الثورة حيث يشغل نفسه منصب رئيس المجلس ووزير الدفاع ورئيس مجلس الوزراء. أعلن بومدين أن الهدفين الأساسيين للمجلس هما الاعتماد الاقتصادي على الذات والاستقلال عن النفوذ الأجنبي في الشعب الجزائري، وفي الداخل سعى المجلس لإنهاء الجهوية وتوطيد الدولة وإصلاح الولايات.
في 19 يونيو، طمأن بومدين الشعب الجزائري بخطاب إذاعي موضحًا أن إزالة بن بلة كانت ضرورية لضمان استمرار الثورة كما اتهم بن بلة بمحاولة اختطاف مؤتمر الوحدة الأفرو آسيوية لتحقيق مكاسب شخصية دون اعتبار للبلدان الأخرى في المنظمة. أعلن بومدين أن الجزائر لن تكون قادرة على استضافة المؤتمر في ظل هذه الظروف، لكنه عبر عن دعمه لمُثُل المنظمة. ومع ذلك، سيتم تنظيم المهرجان الثقافي الإفريقي بحضور من جميع أنحاء العالم، بما في ذلك الفهود السود، من قبل إدارة بومدين في عام 1969 حيث سيقام في الجزائر العاصمة. وفي الخطاب، وُصف بن بلة بأنه مشعوذ ومغامر، وربما يشير بهذا إلى دعم بن بلة لمتمردي النيجر الذين يستخدمون الجزائر كملاذ آمن لنشاطهم ضد حكومة ديوري في النيجر، وهو أمر لم يدعمه بومدين أبدًا.
كانت أول رحلة قام بها بومدين إلى الخارج في سبتمبر من عام 1965 إلى الدار البيضاء في قمة عربية تلتها قمة لمنظمة الوحدة الأفريقية (الاتحاد الأفريقي اليوم) في أكتوبر. بدأ مجلس الثورة أول تعداد للبلاد في ديسمبر في نفس الوقت الذي زار فيه بومدين موسكو للمرة الثانية في عام 1965. في ذكرى الانقلاب، خاطب الشعب الجزائري مرة أخرى وأعاد التأكيد على أهدافه لإنهاء النزعة الجهوية، والتحرك التدريجي نحو الاشتراكية، والحفاظ على الجزائر «جزائرية»، تقاوم النفوذ الأجنبي، وتدعم مقاتلي الحرية السابقين، وتزيل القواعد الفرنسية المتبقية من الصحراء. بعد عام واحد من الانقلاب، سعى بومدين إلى تحقيق هذه الأهداف من خلال زيارة ولايات شرق وغرب تيارت وواحة واحياء التأميم تدريجيًا للصناعات مثل التعدين للحماية من التدخل الأجنبي. لقد قام أيضًا بإعادة تنظيم جبهة التحرير الوطني في يونيو 1966. في عام 1965، كان هناك مليوني عامل عاطل عن العمل، وقد اتبع بومدين نهجًا سياسيًا قائمًا على الواقع لاستقرار الاقتصاد والدولة والمجتمع في الجزائر مع بناء «اشتراكية تتوافق مع حقائق البلد».